# روبن ويلسون (مصممة ديكور)
روبن ويلسون (بالإنجليزية: Robin Wilson)‏ هي مصممة ديكور ‏ أمريكية، ولدت في 26 سبتمبر 1969 في أوستن في الولايات المتحدة.